# Miloud Hadefi-stadion
Het Miloud Hadefi-stadion (Arabisch: ملعب ميلود هدفي) is een multifunctioneel stadion in Bir El Djir, een voorstad van Oran (Algerije). Het stadion maakt deel uit van een groter sportcomplex, geopend op 17 juni 2021.
De ontwerpers van het stadion hebben zich laten inspireren door het Stadio San Nicola, ontworpen door architect Renzo Piano. De bouw van het stadion begon in 2010. Aanvankelijk was het de bedoeling dat er 75.000 toeschouwers in het stadion zouden kunnen, maar dit werd later teruggebracht tot 40.000. Officieel begon de bouw op 1 juni 2010. De bouwperiode was vele malen langer dan gepland, zo was aangegeven dat het klaar zou zijn in 2012. De bouw kostte $222,3 miljoen dollar en werd geleid door het Chinese bedrijf China Metallurgical Construction Corporation.

## Interlands
Op 17 juni 2021 werd de eerste wedstrijd in het stadion gespeeld, een vriendschappelijke interland tussen Algerije en Liberia. Het stadion werd ook gebruikt tijdens de Middellandse Zeespelen van 2022. Het stadion wordt in 2023 gebruikt voor het African Championship of Nations 2022.
| Voetbalinterlands | Voetbalinterlands | Voetbalinterlands  | Voetbalinterlands | Voetbalinterlands           | Voetbalinterlands |
| №                 | Datum             | Wedstrijd          | Uitslag           | Competitie                  | Toeschouwers      |
| ----------------- | ----------------- | ------------------ | ----------------- | --------------------------- | ----------------- |
| 1                 | 17 juni 2021      | Algerije – Liberia | 5–1               | Vriendschappelijk           | 0                 |
| 2                 | 4 juli 2022       | Turkije – Marokko  | 2–4               | Middellandse Zeespelen 2022 |                   |
| 3                 | 4 juli 2022       | Italië – Frankrijk | 1–0               | Middellandse Zeespelen 2022 | 45.000            |
| 4                 | 23 september 2022 | Algerije – Guinee  | 1–0               | Vriendschappelijk           | 40.000            |
| 5                 | 27 september 2022 | Algerije – Nigeria | 2–1               | Vriendschappelijk           | 40.000            |
| 6                 | 16 november 2022  | Algerije – Mali    | 1–1               | Vriendschappelijk           | 20.000            |

## Afbeeldingen

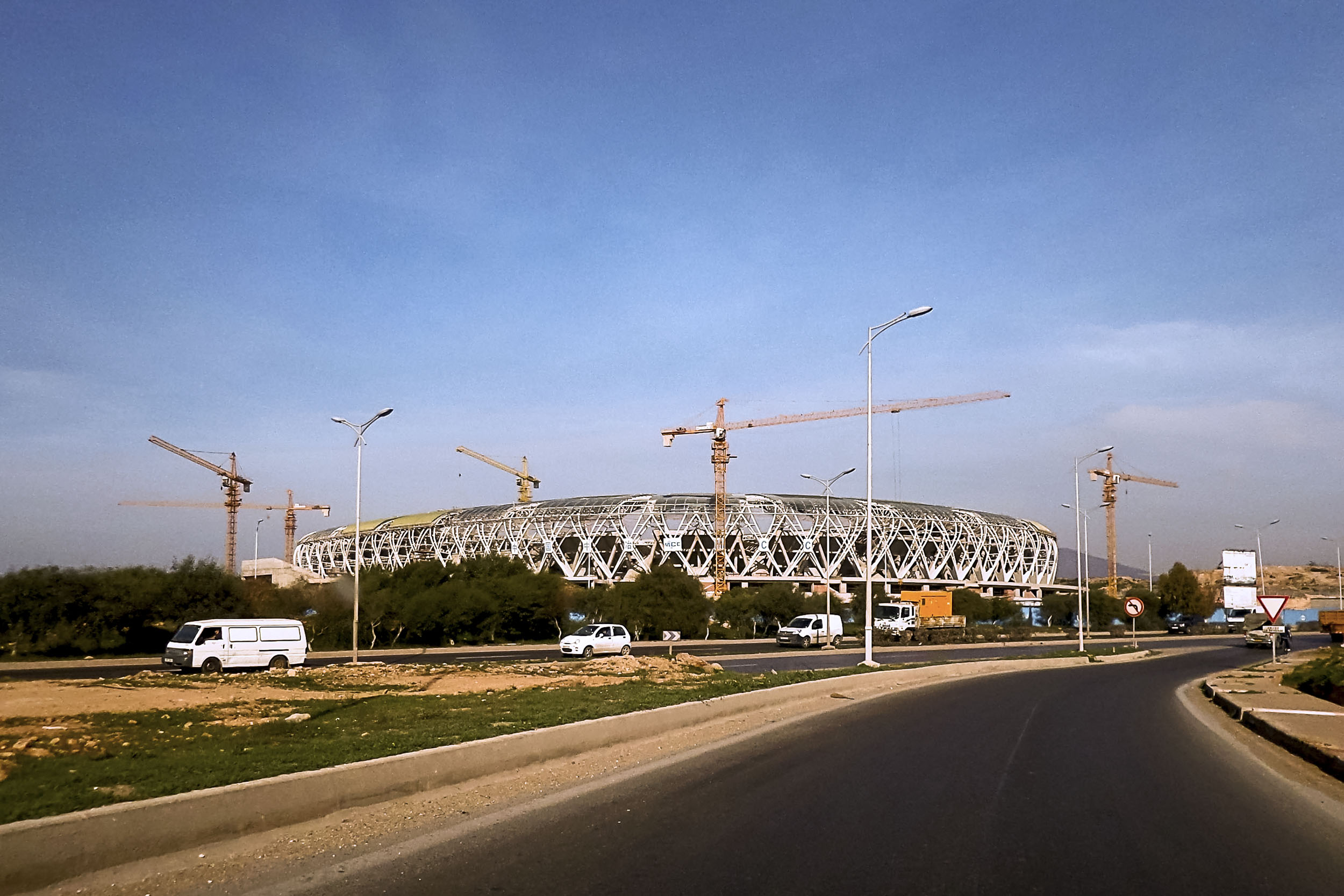
Bouw van het stadion, december 2015
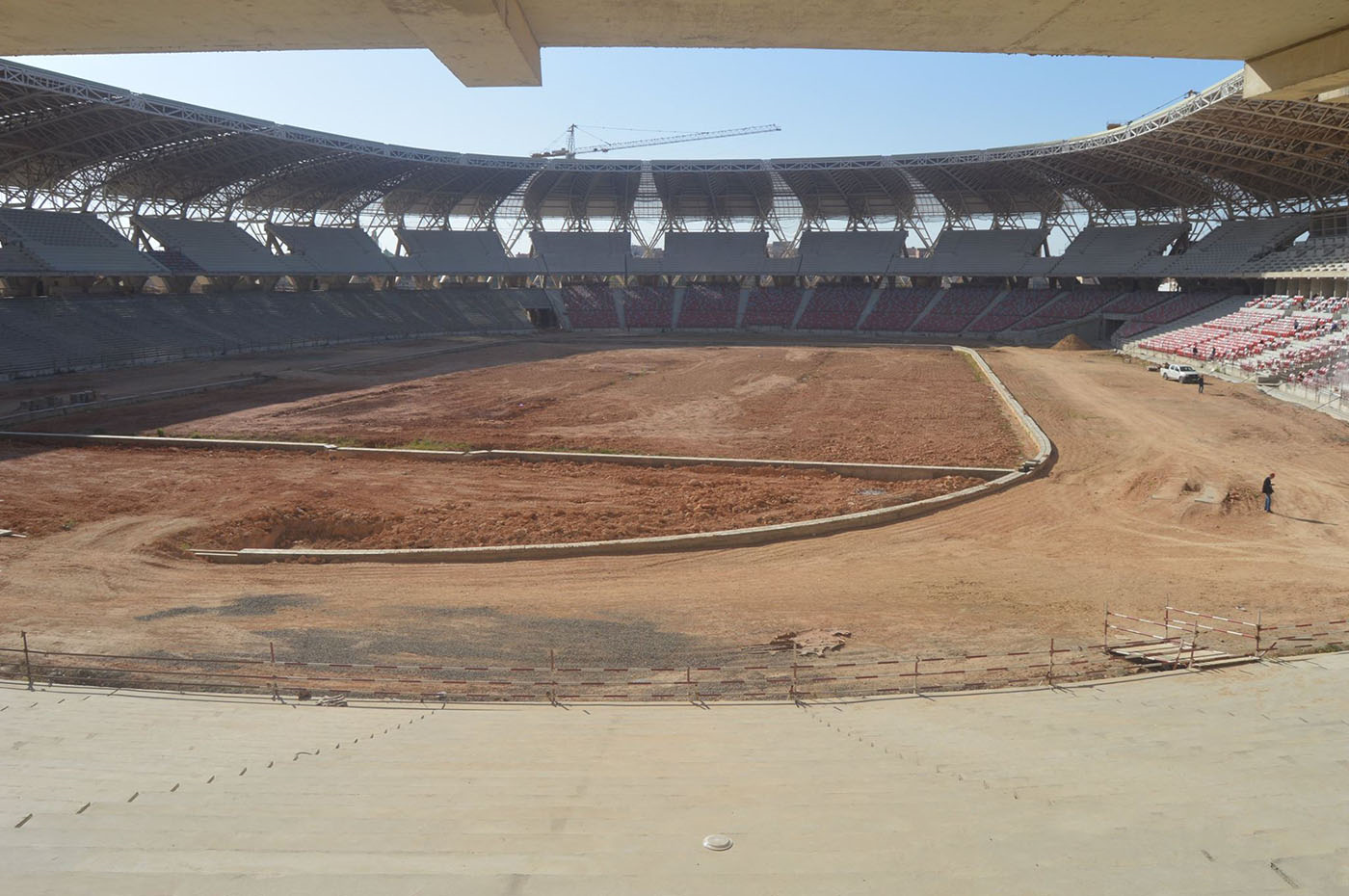
Bouw van het stadion, maart 2017
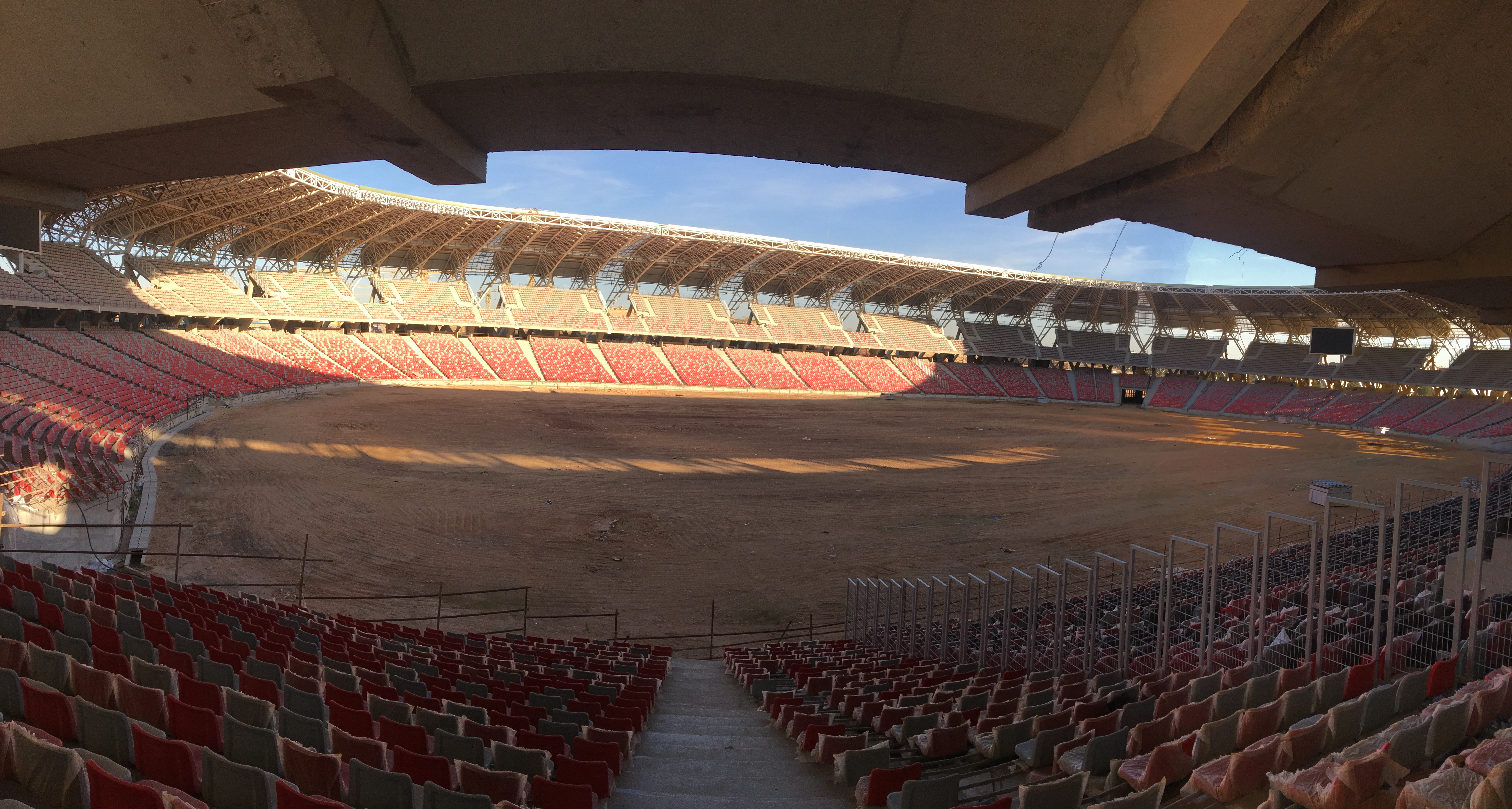
Bouw van het stadion, november 2018